# Jan Stocklassa
Jan Stocklassa, nascut el 1965, és un diplomàtic suec anteriorment home de negocis.
Serví com a conseller de la delegació comercial sueca del Consell de Comerç Suec, a la secció comercial de l'ambaixada a Praga (República Txeca) del 1997 al 2003.
És l'autor de la novel·la Gripen av Prag, una ficció basada en les experiències de Stocklassa i l'emergència d'un vehicle aeroespacial supersònic xec el tracte per la construcció del qual havia implicat a Saab i BRitish Aerospace i s'hi havien mostrat signes de corrupció.
De llavors ençà ha servit a un nivell sènior a Boss Media, un proveïdor suec d'infraestructures de programari de joc en línia, i anteriorment com a cap de la divisió internacional de l'empresa de programari Svenska Spel.
El 2018 va ser publicat el seu llibre Stieg Larssons arkiv, i en anglès l'any següent, que fou traduït per Tara F. Chace, sota el títol The Man Who Played with Fire: Stieg Larsson's Lost Files and the Hunt for an Assassin. En català es traduiria com Stieg Larsson. El llegat. En el llibre Stocklassa presentaria un perfil biogràfic de l'escriptor de crims Stieg Larsson i investigaria l'assassinat d'Olof Palme, presentant les teories en què es va basar Larsson a la seva anterior recerca sobre l'extrema dreta a Suècia i les possibles connexions d'aquesta amb l'assassinat.